# Libanon az 1964. évi téli olimpiai játékokon
Libanon az ausztriai Innsbruckban megrendezett 1964. évi téli olimpiai játékok egyik részt vevő nemzete volt. Az országot az olimpián 1 sportágban 4 sportoló képviselte, akik érmet nem szereztek.

## Alpesisí
Férfi
| Versenyző    | Versenyszám      | Selejtező     | Selejtező     | Selejtező | Selejtező | Döntő    | Döntő    | Döntő    | Döntő    | Döntő         | Döntő         |
| Versenyző    | Versenyszám      | 1. futam      | 1. futam      | 2. futam  | 2. futam  | 1. futam | 1. futam | 2. futam | 2. futam | Összesítés    | Összesítés    |
| Versenyző    | Versenyszám      | Idő           | Hely.         | Idő       | Hely.     | Idő      | Hely.    | Idő      | Hely.    | Idő           | Helyezés      |
| ------------ | ---------------- | ------------- | ------------- | --------- | --------- | -------- | -------- | -------- | -------- | ------------- | ------------- |
| Sami Beyroun | Lesiklás         |               |               |           |           |          |          |          |          | nem ért célba | nem ért célba |
| Sami Beyroun | Műlesiklás       | nem ért célba | nem ért célba | kizárták  | kizárták  | kiesett  | kiesett  | kiesett  | kiesett  | kiesett       | kiesett       |
| Sami Beyroun | Óriás-műlesiklás |               |               |           |           |          |          |          |          | 3:14,65       | 80.           |
| Nazih Geagea | Lesiklás         |               |               |           |           |          |          |          |          | 2:55,34       | 67.           |
| Nazih Geagea | Műlesiklás       | 1:08,21       | 61.           | 1:06,15   | 45.       | kiesett  | kiesett  | kiesett  | kiesett  | kiesett       | kiesett       |
| Nazih Geagea | Óriás-műlesiklás |               |               |           |           |          |          |          |          | 2:30,24       | 70.           |
| Jean Keyrouz | Lesiklás         |               |               |           |           |          |          |          |          | 3:40,44       | 74.           |
| Jean Keyrouz | Műlesiklás       | 1:17,36       | 75.           | 1:16,24   | 52.       | kiesett  | kiesett  | kiesett  | kiesett  | kiesett       | kiesett       |
| Jean Keyrouz | Óriás-műlesiklás |               |               |           |           |          |          |          |          | 2:44,51       | 76.           |
| Michel Rahme | Lesiklás         |               |               |           |           |          |          |          |          | 3:55,15       | 75.           |
| Michel Rahme | Műlesiklás       | 1:26,76       | 81.           | 1:21,19   | 53.       | kiesett  | kiesett  | kiesett  | kiesett  | kiesett       | kiesett       |
| Michel Rahme | Óriás-műlesiklás |               |               |           |           |          |          |          |          | 2:42,28       | 75.           |